# Слобозія (Войнешть, Ясси)
Слобозія (рум. Slobozia) — село у повіті Ясси в Румунії. Входить до складу комуни Войнешть.
Село розташоване на відстані 308 км на північ від Бухареста, 17 км на південний захід від Ясс.

## Населення
За даними перепису населення 2002 року у селі проживали 1884 особи, усі — румуни. Рідною мовою 1883 особи (99,9%) назвали румунську.